# Enquadramento (finanças)
O enquadramento é um processo aplicado a fundos de investimento que se refere a validação de todas as regras, legais e operacionais, que devem ser aplicadas a um determinado fundo de investimento. Caso todas as regras estejam sendo aplicadas corretamente, dizemos que o fundo está enquadrado e, caso contrário, dizemos que o fundo está desenquadrado.isso e o enquadramento entendeu minino

## Tipos de Enquadramento
- Enquadramento Principal — é o conjunto de todas as validações aplicáveis à própria carteira do fundo.
- Enquadramento Secundário — é composto das validações aplicáveis às carteiras de fundos, cujas carteiras contenham cotas de outros fundos.

Exemplo de Regra: "o fundo só pode ter em sua carteira cotas de FIFs que mantenham, no mínimo 95% de ativos atrelados (indexados) direta ou indiretamente ao CDI". Neste exemplo a regra "mínimo de 95% de ativos atrelados ao CDI" deveria ser associada ao enquadramento secundário deste fundo.

## Em Arquitetura
Em arquitetura enquadramento significa emolduramento de vãos, que geram um resultado estético diferenciado nas fachadas das edificações, pois geralmente salientam o contorno das portas e janelas por serem em alto relevo.